# Тапія
Тапія (рум. Tapia) — село у повіті Тіміш в Румунії. Адміністративно підпорядковане місту Лугож.
Село розташоване на відстані 352 км на північний захід від Бухареста, 58 км на схід від Тімішоари.

## Населення
За даними перепису населення 2002 року у селі проживали 357 осіб. Рідною мовою 350 осіб (98,0%) назвали румунську.
Національний склад населення села:
| Національність | Кількість осіб | Відсоток |
| -------------- | -------------- | -------- |
| румуни         | 346            | 96,9%    |
| угорці         | 7              | 2,0%     |